# رازوری زنانه
رمز و راز زنانه یا رازوری زنانه (به انگلیسی: Feminine Mystique) کتاب مشهوری است از بتی فریدان (۱۹۲۱–۲۰۰۶) نویسنده و فعال اجتماعی فمینیست اهل ایالات متحده که در سال ۱۹۶۳ منتشر شده‌است و از متون کلاسیک فمینیسم محسوب می‌شود. این کتاب از نخستین متن‌هایی است که مسایل زندگی شخصی زنان را از حوزه خصوصی به حوزه عمومی وارد کرده و به موضوعی سیاسی تبدیل کرد.
منظور فریدان از اصطلاح «رمز و راز» اشاره به «مشکلی بود که نامی نداشت». این کتاب اضطراب و افسردگی پنهان زنان سفیدپوست طبقه متوسط دهه ۱۹۵۰ آمریکا را عیان می‌کرد که به عنوان زنان خانه‌دار و مصرف‌کننده‌های بدون درآمد تجربه می‌کردند.
این کتاب در سال ۱۳۹۲ و برای نخستین بار به زبان فارسی ترجمه شد. کتاب توسط گروهی از مترجمان و با عنوان «رازوری زنانه» ترجمه و توسط نشر نگاه معاصر چاپ شد.

## فصل‌های کتاب
1. مشکلی که هیچ نامی ندارد - The problem that has no name
2. کدبانوی شاد قهرمان - The happy housewife heroine
3. بحران در هویت زنان - The crisis in women's identity
4. سفر سودایی - The passionate journey
5. خودتنهاانگاری جنسی زیگموند فروید - The sexual solipsism of Sigmund Freud
6. از کارافتادگی، اعتراض زنانه و مارگارت مید - The functional freeze, the feminine protest, and Margaret Mead
7. آموزشگران جنس‌محور The sex-directed educators
8. انتخاب اشتباه The mistaken choice
9. فروش جنسی The sexual sell
10. گسترش خانه‌داری برای پُر کردن زمانِ در دسترس Housewifery expands to fill the time available
11. جویندگان سکس The sex-seekers
12. انسانیت‌زدایی پیش‌رونده: اسارتگاه نرم و راحت Progressive dehumanization: The comfortable concentration camp
13. خویشتنِ تسلیم‌کرده The forfeited self
14. طرح زندگی جدیدی برای زنان - A new life plan for women